# WWEスマックダウン
SmackDown（スマックダウン）は、WWEが毎週放送しているテレビ番組。アメリカ合衆国で2番目に長く続いているウィークリー番組（1番長く続いている番組は同団体の看板番組として対を成すRAW）。「SmackDown」はザ・ロックの決め台詞に由来する（「おしおき」というような意味）。番組のイメージカラーは青。
番組開始当初はRAWと比較するとストーリー性よりも試合内容に重点を置いていた。そのため、SmackDown所属選手には高い技巧が求められてRAWでデビューした選手が、SmackDownで技巧の向上に努めるという傾向も見られた（現在は両番組間での差別化が薄れてRAWとの個性差、有意差は少ない）。かつては下部番組「Velocity（ヴェロシティ）」を有していたが、2006年にECWの放送がスタートしてVelocityは終了となった。

## 歴史
1999年4月29日に「SmackDown」の番組名で初開催される。当初はWCWの木曜日の番組「Thunder（サンダー）」の対抗番組として考案され、RAWの補完的番組という位置付けで1度だけ開催されたが、同年8月26日からはUPNでTV放送が開始された（2006年の閉局後はThe CW、2008年秋から2010年秋まではマイネットワークTV、2010年秋から15年まではSyfy）。2002年からは崩壊したWCW、ECWのレスラーをWWEが多く取り込んだため、レスラーの負担軽減のためにRAW、SmackDownをストーリー、レスラー自体を分割する2リーグ制に変更。ただし、WWF統一王者、女子王者はRAW、Smack Down両番組に出演が可能となっていた。
RAWが米国外の公演を除き原則としてライブ収録なのに対し、SmackDownは録画放送を行い、録画ならではの演出も多かった。基本的には火曜日に収録され、木曜日に放送されていたが、2005年より放送が金曜日に移動。NXTがスタートしてからは、火曜日にNXTをライブ放送し、その後に同じ会場でSmackDown!を収録していた。2015年1月15日から再び木曜日に移動。2016年1月から『RAW』と同じUSAネットワークで放送を開始。
2016年7月19日から火曜日に移動。同日にRAWとのブランド分割を行った。また、これまで録画放送であったが、RAWと同様に生放送に変更され、それに伴って番組名も「Smackdown LIVE」に改められた。放送後には同じリングで205 Liveの収録が行われる。2019年10月4日（この日は20周年記念特番）からはFOXで毎週金曜日放送が決まり、その際「LIVE」が削除されたロゴ「Smackdown」に変更され、Friday Night SmackDownと呼ぶようになった。ただし、毎年秋にFOXでワールドシリーズやPAC-12フットボールチャンピオンシップの実況生中継のためにFS1で放送されることがある。
2020年3月13日から新型コロナウイルスの世界的大流行によりオーランドのWWEパフォーマンスセンターで無観客で収録・放送され、8月21日からは同じくオーランドのアムウェイ・センターに、12月14日からはトロピカーナ・フィールドに、4月16日からはイングリング・センターにそれぞれ拠点を移し、無観客で収録、放送していたが、2021年7月から有観客興行は再開している。
2025年1月3日放送分から3時間に拡大

## タイトルホルダー
| タイトル      | 保持者                              |
| ------------- | ----------------------------------- |
| WWE王座       | コーディ・ローデス                  |
| WWE女子王座   | ティファニー・ストラットン          |
| WWEタッグ王座 | デクスター・ルミス ジョー・ゲイシー |
| WWE US王座    | ソロ・シコア                        |
| WWE女子US王座 | ジュリア                            |

## 所属選手（スーパースター）

### 男子選手
- アリスター・ブラック（Aleister Black）
- アレックス・シェリー（Alex Shelley）
- アンドラーデ（Andrade）
- アンジェロ（Angelo）
- アンジェロ・ドーキンス（Angelo Dawkins）
- アポロ・クルーズ（Apollo Crews）
- アキシオム（Axiom）
- ベルト（berto）
- カーメロ・ヘイズ（Carmelo Hayes）
- クリス・セイビン（Chris Sabin）
- コーディ・ローデス（Cody Rhodes）
- ダミアン・プリースト（Damien Priest）
- デクスター・ルミス（Dexter Lumis）
- ドリュー・マッキンタイア（Drew McIntyre）
- エルトン・プリンス（Elton Prince）
- エリック・ローワン（Erick Rowan）
- ジェイコブ・ファトゥ（Jacob Fatu）
- JCマテオ（JC Mateo）
- ジミー・ウーソ（Jimmy Uso）
- ジョー・ゲイシー（Joe Gacy）
- ジョニー・ガルガノ（Johnny Gargano）
- ケビン・オーエンズ（Kevin Owens）
- キット・ウィルソン（Kit Wilson）
- LAナイト（LA knight）
- モンテス・フォード（Montez Ford）
- ネイサン・フレイザー（Nathan Frazer）
- Rトゥルース（R Truth）
- ランディ・オートン（Randy Orton）
- レイ・フェニックス（Rey  Fenix）
- ローマン・レインズ（Roman Reigns）
- サントス・エスコバー（Santos Escobar）
- 中邑真輔（Shinsuke Nakamura）
- ソロ・シコア（Solo Shikoa）
- タマ・トンガ（Tama Tonga）
- タラ・トンガ（Tala Tonga）
- トンガ・ロア（Tonga Loa）
- ザ・ミズ（The Miz）
- トマソ・チャンパ（Tommaso Ciampa）
- アンクル・ハウディ（Uncle Howdy）

### 女子選手
- アルバ・ファイア（Alba Fire）
- アレクサ・ブリス（Alexa Bliss）
- B-ファブ（B-Fab）
- ビアンカ・ベレアー（Bianca Belair）
- キャンディス・レラエ（Candice LeRae）
- シャーロット・フレアー（Charlotte Flair）
- チェルシー・グリーン（Chelsea Green）
- ジュリア（Giulia）
- ジェイド・カーギル（Jade Cargill）
- キアナ・ジェームス（Kiana James）
- ミチン（Michin）
- ナイア・ジャックス（Nia Jax）
- ニッキー・クロス（Nikki Cross）
- パイパー・ニーヴェン（Piper Niven）
- ティファニー・ストラットン（Tiffany Stratton）
- ゼリーナ・ベガ（Zelina Vega）

### ユニット・チーム
- モーターシティ・マシンガンズ（アレックス・シェリー、クリス・セイビン）
- ストリート・プロフィッツ（モンテス・フォード、アンジェロ・ドーキンス、B-ファブ）
- メロー・ドント・ミズ（ザ・ミズ、カーメロ・ヘイズ）
- ワイアット・シックス（アンクル・ハウディ、エリック・ローワン、デクスター・ルミス、ジョー・ゲイシー、ニッキー・クロス）
- MFT（ソロ・シコア、タマ・トンガ、トンガ・ロア、JCマテオ、タラ・トンガ）
- #DIY（ジョニー・ガルガノ、トマソ・チャンパwithキャンディス・レラエ）
- プリティ・デッドリー（エルトン・プリンス、キット・ウィルソン）
- シークレット・ハービス（チェルシー・グリーン、パイパー・ニーヴェン、アルバ・ファイア）
- フラキシオム（アキシオム、ネイサン・フレイザー）
- レガード・デル・ファンタズマ（サントス・エスコバー、エンジェル、ベルト）

## ゼネラルマネージャー
RAW同様、SmackDownにも番組の最高責任者としてマッチメイク権などをもつという役のゼネラルマネージャーが置かれていたが、2018年12月に廃止となった。以下はゼネラルマネージャーの遍歴である（カッコ内は就任期間）。正確にはステファニー・マクマホンが初代ゼネラルマネージャーであり、ビンス・マクマホンは番組オーナーであったが併記する。
- ビンス・マクマホン（2002年3月18日 - 2002年7月18日）
- ステファニー・マクマホン（2002年7月18日 - 2003年10月19日）
- ポール・ヘイマン（2003年10月23日 - 2004年3月22日）
- カート・アングル（2004年3月25日 - 2004年7月22日）
- セオドア・ロング（2004年7月29日 - 2007年10月、2009年4月 - 2012年4月）
- ヴィッキー・ゲレロ（2007年10月 - 2009年4月、2013年7月 - 2014年6月）※ビンス・マクマホンから発表される。
- ジョン・ロウリネイティス（2012年4月 - 2012年6月）（RAWのGMも兼務）
- 2012年6月22日から7月6日の放送ではミック・フォーリー、ヴィッキー・ゲレロ、セオドア・ロングの元GM経験者が交代で臨時GMを務める。※3人はRAWの臨時GMも兼任。
- ザック・ライダー（2012年7月13日）前週で行われたバトルロイヤル戦に勝利して1日GMを務める。
- 2012年7月20・27日の放送ではGM不在となる。
- ブッカー・T（2012年8月 -　2013年7月）元々カラー・コメンテーターだったが、ビンスからGMに任命される。
- ヴィッキー解雇後は、GMのポストは空席になり、実権は自動的にオーソリティーに移った（RAWのGMは存在するが、スマック同様実権はオーソリティーに移った）。
- ダニエル・ブライアン（2016年7月19日 - 2018年4月3日）
- ペイジ（2018年4月10日 - 2018年12月17日）GM制の廃止により失権。
- ニック・オールディス（2023年10月13日 - 現在）トリプルHから発表される[4]

## 番組テーマソング
- 第1弾 - Everybody on the Ground（1999年 - 2001年）
- 第2弾 - マリリン・マンソン - The Beautiful People（2001年8月 - 2003年5月）
- 第3弾 - ジム・ジョンストン - I Want It All（2003年5月 - 2004年9月）
- 第4弾 - ドラウニング・プール - Rise Up（2004年9月 - 2008年9月）
- 第5弾 - ジム・ジョンストン - If You Rock Like Me（2008年10月 - 2009年9月）
- 第6弾 - Divide The Day - Let it Roll（2009年10月 - 2010年9月）
- 第7弾 - グリーン・デイ - Know Your Enemy（2010年10月 - 2012年）
- 第8弾 - レブ・セオリー - Hangman（2009年 - 2012年）
- 第9弾 - 7Lions - Born 2 run（2012年 - 2014年）
- 第10弾 - CFO$ - This Life (feat.Dylan Owen)（2014年4月4日 - 2015年1月9日）※現在は挿入歌という形になっている。
- 第11弾 - フォール・アウト・ボーイ - Centuries（2014年10月10日）
- 第11弾 - CFO$ - Black and Blue（2015年1月15日 - 2016年7月19日）
- 第12弾 - CFO$ - Take a Chance（2016年7月26日 - ）
- 第13弾 - AC/DC - Are You Ready（2019年10月4日 - ）

## 日本での放送
日本ではABEMAで毎週土曜夜に日本語実況付で放送している。2022年1月までは毎週土曜日に単独番組がJ SPORTS 4で放送されて、これとは別に日本語字幕版やダイジェスト番組「Afterburn」も放送されていた。2017年と2018年はDAZNでも放送されていた。